# جون دان (لاعب كرة قدم أمريكية)
جون دان (بالإنجليزية: Jon Dunn)‏ هو لاعب كرة قدم أمريكية أمريكي، ولد في 12 ديسمبر 1981 في نورفولك في الولايات المتحدة.